# 秋の教育スペシャル
秋の教育スペシャル（あきのきょういくスペシャル）は、2006年11月にフジテレビ系列(FNS)で放送されたテレビ番組の企画。日本の教育をテーマに、4つの特別番組を放送した。

## 放送内容
- 第1弾：11月5日放送「平成教育委員会2006学問の道スペシャル」
- 第2弾：11月7日放送「現役教師1000人大告白スペシャル これが今どきの学校だ!」（「カスペ!」枠）
- 第3弾：11月10日放送「『居場所をください』〜傷だらけの子どもたち〜愛と涙の密着1000日」（「金曜プレステージ」枠）
- 第4弾：11月11日放送「たけしの日本教育白書2006」